# 1. Fußballclub Lokomotive Leipzig 2011-2012 (femminile)
Questa voce raccoglie le informazioni riguardanti la squadra femminile del 1. Fußballclub Lokomotive Leipzig nelle competizioni ufficiali della stagione 2011-2012.

## Divise e sponsor
Le tenute di gioco riprendono i colori sociali della società, il giallo e il blu. Il main sponsor era il servizio di ambulanza della città Krankentransport Ost/West, il fornitore delle divise Jako.
| Casa | Trasferta |

## Organigramma societario
Area tecnica
- Allenatrice: Claudia von Lanken (fino al 4 ottobre 2011)
- Allenatore: Jürgen Brauße (dal 5 ottobre 2011 al 17 aprile 2012)
- Allenatore: Frank Tresp (dal 18 aprile 2012 al 24 maggio 2012)
- Allenatore: Christof Reimann (dal 25 maggio 2012 al 3 luglio 2012)
- Vice allenatore: Frank Tresp (dal 5 ottobre 2011 al 21 gennaio 2012)
- Vice allenatore: María Inés Rüsch Cordano (fino al 30 giugno 2013)

## Rosa
Rosa, ruoli e numeri di maglia come da sito della federazione tedesca.
| N. |                          | Ruolo | Calciatrice          |
| -- | ------------------------ | ----- | -------------------- |
| 1  | Svizzera (bandiera)      | P     | Gaëlle Thalmann      |
| 2  | Germania (bandiera)      | D     | Katharina Freitag    |
| 3  | Germania (bandiera)      | D     | Lisa Pfretzschner    |
| 4  | Germania (bandiera)      | C     | Marie-Luise Herrmann |
| 5  | Germania (bandiera)      | A     | Kathrin Patzke       |
| 5  | Stati Uniti (bandiera)   | D     | Katie Kelly          |
| 6  | Nuova Zelanda (bandiera) | D     | Anna Green           |
| 6  | Germania (bandiera)      | C     | Anja Hädrich         |
| 7  | Ungheria (bandiera)      | C     | Gabriella Tóth       |
| 8  | Germania (bandiera)      | D     | Anne van Bonn        |
| 9  | Germania (bandiera)      | A     | Lisa Reichenbach     |
| 9  | Germania (bandiera)      | C     | Jil Ludwig           |
| 10 | Germania (bandiera)      | C     | Angelina Lübcke      |
| 11 | Germania (bandiera)      | A     | Marlene Ebermann     |
| 12 | Germania (bandiera)      | P     | Sandra Schumann      |
| 13 | Germania (bandiera)      | C     | Anne Heller          |

| N. |                        | Ruolo | Calciatrice            |
| -- | ---------------------- | ----- | ---------------------- |
| 14 | Germania (bandiera)    | D     | Ann-Katrin Schinkel    |
| 15 | Germania (bandiera)    | D     | Karoline Aulrich       |
| 15 | Germania (bandiera)    | D     | Josefine Krengel       |
| 16 | Germania (bandiera)    | C     | Jobina Lahr            |
| 16 | Germania (bandiera)    | A     | Christina Nauesse      |
| 17 | Ungheria (bandiera)    | C     | Erika Szuh             |
| 18 | Germania (bandiera)    | D     | Lysann Schneider       |
| 19 | Germania (bandiera)    | D     | Christin Janitzki      |
| 20 | Germania (bandiera)    | A     | Yvonne Wutzler         |
| 21 | Germania (bandiera)    | A     | Safi Nyembo            |
| 22 | Germania (bandiera)    | P     | Carolin-Sophie Härling |
| 23 | Germania (bandiera)    | A     | Lyn Meyer              |
| 23 | Stati Uniti (bandiera) | D     | Jenista Clark          |
| 24 | Germania (bandiera)    | C     | Florin Wagner          |
| 25 | Germania (bandiera)    | C     | Vera Homp              |

## Calciomercato

### Sessione estiva
| Acquisti | Acquisti            | Acquisti                            | Acquisti                  |
| R.       | Nome                | da                                  | Modalità                  |
| -------- | ------------------- | ----------------------------------- | ------------------------- |
| P        | Gaëlle Thalmann     | Zurigo                              | definitivo                |
| D        | Ann-Katrin Schinkel | Saarbrücken                         | definitivo                |
| D        | Anne van Bonnl      | 2001 Duisburg                       | definitivo                |
| C        | Vera Homp           | Amburgo                             | definitivo                |
| C        | Jobina Lahr         | Amburgo                             | definitivo                |
| C        | Angelina Lübcke     | Amburgo                             | definitivo                |
| C        | Florin Wagner       | Lokomotive Lipsia [Primavera B (F)] | aggregata dalle giovanili |
| C        | Jil Ludwig          | TSV Jahn Calden                     | definitivo                |
| A        | Lyn Meyer           | Turbine Potsdam II                  | definitivo                |
| A        | Kathrin Patzke      | Amburgo II                          | definitivo                |

| Cessioni | Cessioni          | Cessioni             | Cessioni                        |
| R.       | Nome              | a                    | Modalità                        |
| -------- | ----------------- | -------------------- | ------------------------------- |
| P        | Griseldis Meißner | Jena II              | definitivo                      |
| D        | Karoline Aulrich  | Lokomotive Lipsia II | trasferita alla squadra riserve |
| D        | Janine Ganser     | Bochum               | definitivo                      |
| D        | Franziska Möttig  | Lokomotive Lipsia II | trasferita alla squadra riserve |
| C        | Laura Hennig      | Lokomotive Lipsia II | trasferita alla squadra riserve |
| C        | Yvonne Rademacher | Lokomotive Lipsia II | trasferita alla squadra riserve |
| C        | Claudia Strähle   | Lokomotive Lipsia II | trasferita alla squadra riserve |
| A        | Christina Nauesse | Lokomotive Lipsia II | trasferita alla squadra riserve |

### Sessione invernale
| Acquisti | Acquisti      | Acquisti        | Acquisti   |
| R.       | Nome          | da              | Modalità   |
| -------- | ------------- | --------------- | ---------- |
| D        | Anna Green    | Adelaide United | definitivo |
| D        | Jenista Clark | Sky Blue        | definitivo |
| D        | Katie Kelly   | Hammarby        | definitivo |

| Cessioni | Cessioni            | Cessioni         | Cessioni   |
| R.       | Nome                | a                | Modalità   |
| -------- | ------------------- | ---------------- | ---------- |
| D        | Josefine Krengel    | Henstedt-Ulzburg | definitivo |
| D        | Ann-Katrin Schinkel | Bardenbach       | definitivo |
| C        | Jil Ludwig          | TSV Jahn Calden  | definitivo |
| A        | Kathrin Patzke      | Henstedt-Ulzburg | definitivo |

## Risultati

### Frauen-Bundesliga

#### Girone di andata
| Arbitro: | Rafalski (Baunatal) |

|                       |           |           |
| Popp 59’ Weichelt 85’ | Marcatori | 14’ Meyer |

| Arbitro: | Söder (Ingolstadt) |

|  |           |                                              |
|  | Marcatori | 38’, 61’ Bartusiak 56’ Krieger 78’ Behringer |

| Arbitro: | Stolz (Pritzwalk) |

|  |           |                                    |
|  | Marcatori | 53’ Ewers 57’ Bagehorn 90’ Kameraj |

| Arbitro: | Storch-Schäfer (Petersberg) |

|                           |           |                                       |
| Hendrich 34’ Beckmann 47’ | Marcatori | 53’, 85’ Ebermann 83’ (rig.) Van Bonn |

| Arbitro: | Derlin (Bad Schwartau) |

|  |           |            |
|  | Marcatori | 58’ Sainio |

| Arbitro: | Söder (Ingolstadt) |

|                                       |           |            |
| Pohlers 14’, 55’, 77’, 90’ Müller 27’ | Marcatori | 37’ Heller |

| Arbitro: | Eisenhardt (Holzgerlingen) |

|  |           |                                                |
|  | Marcatori | 8’ Hartmann 75’ Dallmann 86’ Bade 88’ Bemmelen |

| Arbitro: | Appelmann (Sörgenloch) |

|  |           |              |
|  | Marcatori | 24’ Herrmann |

| Arbitro: | Storch-Schäfer (Petersberg) |

|  |           |                                  |
|  | Marcatori | 65’ Störzel 79’ Okoyino da Mbabi |

| Arbitro: | Elsner (Duisburg) |

|            |           |                            |
| Lotzen 49’ | Marcatori | 26’ Ebermann 50’ Schneider |

| Arbitro: | Kurtes (Düsseldorf) |

|  |           |                                                                      |
|  | Marcatori | 5’, 51’ Mittag 22’ Añonma 35’ Göransson 38’ Demann 61’, 84’ Nagasato |

#### Girone di ritorno
| Arbitro: | Rafalski (Baunatal) |

|           |           |                                                |
| Clark 50’ | Marcatori | 22’, 41’ Islacker 28’, 68’ Oster 31’, 78’ Andō |

| Arbitro: | Wozniak (Herne) |

|                                                      |           |  |
| Bajramaj 12’ Smisek 22’ Behringer 51’ Garefrekes 57’ | Marcatori |  |

| Arbitro: | Kurtes (Düsseldorf) |

|                            |           |  |
| Bagehorn 2’ Timmermann 68’ | Marcatori |  |

| Arbitro: | Müller-Schmäh (Potsdam) |

|          |           |                                            |
| Kelly 9’ | Marcatori | 5’ Beckmann 30’ Schwab 85’ Knopp 88’ Kalin |

| Arbitro: | Storch-Schäfer (Petersberg) |

|                                      |           |  |
| Däbritz 24’ Gidion 74’ Hegenauer 82’ | Marcatori |  |

| Arbitro: | Appelmann (Alzey) |

|                        |           |                                                                                      |
| Lübcke 2’ Herrmann 69’ | Marcatori | 8’ Goeßling 45’ (aut.) Freitag 12’, 57’ Jakabfi 9’, 15’, 60’, 66’ Pohlers 74’ Müller |

| Arbitro: | Schultz (Wolfsburg) |

|                                                    |           |  |
| Hoffmann 44’ Green 52’ (aut.) Wolf 73’ Freutel 86’ | Marcatori |  |

| Arbitro: | Storch-Schäfer (Petersberg) |

|                                                                        |           |  |
| Crnogorčević 12’, 15’, 25’ Weber 39’ Garefrekes 43’, 79’ Behringer 48’ | Marcatori |  |

| Arbitro: | Wozniak (Herne) |

|                                                                 |           |  |
| Okoyino da Mbabi 23’, 83’ Ni. Rolser 60’ Gregorius 81’ Nati 88’ | Marcatori |  |

| Arbitro: | Hussein (Bad Harzburg) |

|                        |           |                |
| Heller 45’ (rig.), 69’ | Marcatori | 30’, 58’ Hagen |

| Arbitro: | Kurtes (Düsseldorf) |

|                                                                                          |           |  |
| Nagasato 19’, 65’, 71’ Göransson 36’ Añonma 39’, 56’ Viðarsdóttir 86’ I. Kerschowski 88’ | Marcatori |  |

### DFB-Pokal der Frauen
| Arbitro: | Stadler (Fulda) |

|            |           |                                                           |
| Herzog 55’ | Marcatori | 26’ Herrmann 31’ Van Bonn 42’ Meyer 74’ Ebermann 80’ Lahr |

| Arbitro: | Heimann (Gladbeck) |

|  |           |                                                    |
|  | Marcatori | 28’ Patzke 32’, 33’ Van Bonn 52’ Heller 83’ Lübcke |

| Arbitro: | Müller-Schmäh (Potsdam) |

|                                                                              |           |           |
| Van Bonn 20’ (rig.) Tóth 35’ Ebermann 39’ Lübcke 63’ Heller 70’ Herrmann 81’ | Marcatori | 11’ Klotz |

| Arbitro: | Rafalski (Baunatal) |

|                                 |           |                   |
| Bagehorn 7’, 80’ Timmermann 81’ | Marcatori | 45’ Szuh 86’ Lahr |

## Statistiche

### Statistiche di squadra
| Competizione         | Punti | In casa | In casa | In casa | In casa | In casa | In casa | In trasferta | In trasferta | In trasferta | In trasferta | In trasferta | In trasferta | Totale | Totale | Totale | Totale | Totale | Totale | DR  |
| Competizione         | Punti | G       | V       | N       | P       | Gf      | Gs      | G            | V            | N            | P            | Gf           | Gs           | G      | V      | N      | P      | Gf     | Gs     | DR  |
| -------------------- | ----- | ------- | ------- | ------- | ------- | ------- | ------- | ------------ | ------------ | ------------ | ------------ | ------------ | ------------ | ------ | ------ | ------ | ------ | ------ | ------ | --- |
| Frauen-Bundesliga    | 13    | 11      | 1       | 1       | 9       | 8       | 43      | 11           | 3            | 0            | 8            | 8            | 36           | 22     | 4      | 1      | 17     | 16     | 79     | -63 |
| DFB-Pokal der Frauen | -     | 1       | 1       | 0       | 0       | 6       | 1       | 3            | 2            | 0            | 1            | 12           | 4            | 4      | 3      | 0      | 1      | 18     | 5      | +13 |
| Totale               | -     | 12      | 2       | 1       | 9       | 14      | 44      | 14           | 5            | 0            | 9            | 20           | 40           | 26     | 7      | 1      | 18     | 34     | 84     | -50 |

### Andamento in campionato
| Giornata  | 1 | 2 | 3 | 4 | 5 | 6 | 7 | 8 | 9 | 10 | 11 | 12 | 13 | 14 | 15 | 16 | 17 | 18 | 19 | 20 | 21 | 22 |
| --------- | - | - | - | - | - | - | - | - | - | -- | -- | -- | -- | -- | -- | -- | -- | -- | -- | -- | -- | -- |
| Luogo     | T | C | C | T | C | T | C | T | C | T  | C  | C  | T  | T  | C  | T  | C  | T  | C  | T  | C  | T  |
| Risultato | P | P | P | V | P | P | P | V | P | V  | P  | P  | P  | P  | P  | P  | P  | P  | V  | P  | N  | T  |
| Posizione |   |   |   |   |   |   |   |   |   |    |    |    |    |    |    |    |    |    |    |    |    | 12 |

Legenda:

Luogo: C = Casa; T = Trasferta. Risultato: V = Vittoria; N = Pareggio; P = Sconfitta.

### Statistiche delle giocatrici
| Giocatore       | Frauen-Bundesliga | Frauen-Bundesliga | Frauen-Bundesliga | Frauen-Bundesliga | DFB-Pokal der Frauen | DFB-Pokal der Frauen | DFB-Pokal der Frauen | DFB-Pokal der Frauen | Totale   | Totale | Totale      | Totale     |
| Giocatore       | Presenze          | Reti              | Ammonizioni       | Espulsioni        | Presenze             | Reti                 | Ammonizioni          | Espulsioni           | Presenze | Reti   | Ammonizioni | Espulsioni |
| --------------- | ----------------- | ----------------- | ----------------- | ----------------- | -------------------- | -------------------- | -------------------- | -------------------- | -------- | ------ | ----------- | ---------- |
| K. Aulrich      | 10                | 0                 | 1                 | 0                 | -                    | -                    | -                    | -                    | 10       | 0      | 1           | 0          |
| J. Clark        | 11                | 1                 | 0                 | 0                 | -                    | -                    | -                    | -                    | 11       | 1      | 0           | 0          |
| M. Ebermann     | 19                | 3                 | 2                 | 0                 | 4                    | 2                    | 0                    | 0                    | 23       | 5      | 2           | 0          |
| K. Freitag      | 9                 | 0                 | 0                 | 0                 | 1                    | 0                    | 0                    | 0                    | 10       | 0      | 0           | 0          |
| A. Green        | 11                | 1                 | 0                 | 0                 | -                    | -                    | -                    | -                    | 11       | 1      | 0           | 0          |
| A. Hädrich      | 1                 | 0                 | 0                 | 0                 | 1                    | 0                    | 0                    | 0                    | 2        | 0      | 0           | 0          |
| C-S. Härling    | 20                | -76               | 0                 | 0                 | 4                    | -5                   | 0                    | 0                    | 24       | -81    | 0           | 0          |
| A. Heller       | 22                | 4                 | 4                 | 0                 | 4                    | 2                    | 0                    | 1                    | 26       | 6      | 4           | 1          |
| M-L. Herrmann   | 22                | 2                 | 3                 | 0                 | 4                    | 2                    | 0                    | 0                    | 26       | 4      | 3           | 0          |
| V. Homp         | 8                 | 0                 | 0                 | 0                 | 0                    | 0                    | 0                    | 0                    | 8        | 0      | 0           | 0          |
| C. Janitzki     | 6                 | 0                 | 0                 | 0                 | -                    | -                    | -                    | -                    | 6        | 0      | 0           | 0          |
| K. Kelly        | 11                | 1                 | 0                 | 0                 | -                    | -                    | -                    | -                    | 11       | 1      | 0           | 0          |
| J. Krengel      | 7                 | 0                 | 0                 | 0                 | 2                    | 0                    | 0                    | 0                    | 9        | 0      | 0           | 0          |
| J. Lahr         | 9                 | 0                 | 0                 | 0                 | 4                    | 2                    | 1                    | 0                    | 13       | 2      | 1           | 0          |
| J. Ludwig       | 6                 | 0                 | 1                 | 0                 | 2                    | 0                    | 0                    | 0                    | 8        | 0      | 1           | 0          |
| A. Lübcke       | 20                | 1                 | 2                 | 0                 | 4                    | 2                    | 0                    | 0                    | 24       | 3      | 2           | 0          |
| L. Meyer        | 7                 | 1                 | 0                 | 0                 | 1                    | 1                    | 0                    | 0                    | 8        | 2      | 0           | 0          |
| C. Nauesse      | 7                 | 0                 | 0                 | 0                 | -                    | -                    | -                    | -                    | 7        | 0      | 0           | 0          |
| S. Nyembo       | 4                 | 0                 | 0                 | 0                 | 2                    | 0                    | 0                    | 0                    | 6        | 0      | 0           | 0          |
| K. Patzke       | 7                 | 0                 | 1                 | 0                 | 2                    | 1                    | 0                    | 0                    | 9        | 1      | 1           | 0          |
| L. Pfretzschner | 4                 | 0                 | 0                 | 0                 | 1                    | 0                    | 0                    | 0                    | 5        | 0      | 0           | 0          |
| L. Reichenbach  | 9                 | 0                 | 0                 | 0                 | 0                    | 0                    | 0                    | 0                    | 9        | 0      | 0           | 0          |
| A-K. Schinkel   | 7                 | 0                 | 0                 | 0                 | 3                    | 0                    | 1                    | 0                    | 10       | 0      | 1           | 0          |
| L. Schneider    | 19                | 1                 | 0                 | 0                 | 4                    | 0                    | 0                    | 0                    | 23       | 1      | 0           | 0          |
| S. Schumann     | 0                 | 0                 | 0                 | 0                 | 0                    | 0                    | 0                    | 0                    | 0        | 0      | 0           | 0          |
| E. Szuh         | 17                | 0                 | 1                 | 0                 | 2                    | 1                    | 0                    | 0                    | 19       | 1      | 1           | 0          |
| G. Thalmann     | 2                 | -3                | 0                 | 0                 | 0                    | 0                    | 0                    | 0                    | 2        | -3     | 0           | 0          |
| G. Tóth         | 5                 | 0                 | 0                 | 0                 | 3                    | 1                    | 0                    | 0                    | 8        | 1      | 0           | 0          |
| A. Van Bonn     | 10                | 1                 | 1                 | 0                 | 3                    | 4                    | 0                    | 0                    | 13       | 5      | 1           | 0          |
| F. Wagner       | 5                 | 0                 | 0                 | 0                 | 1                    | 0                    | 0                    | 0                    | 6        | 0      | 0           | 0          |
| Y. Wutzler      | 4                 | 0                 | 0                 | 0                 | -                    | -                    | -                    | -                    | 4        | 0      | 0           | 0          |